# Plasmon (Physik)
Plasmonen werden die quantisierten Schwankungen der Ladungsträgerdichte im Festkörper genannt; quantenmechanisch werden sie als bosonische Quasiteilchen behandelt. Der Begriff ist eine gebräuchliche Abkürzung für Plasmaschwingungsquanten. Was das Photon für elektromagnetische Wellen darstellt, ist das Plasmon für Schwingungen im Fermigas von Metallen.
Man unterscheidet:
- Partikelplasmon (lokalisiertes Oberflächenplasmon)
- Oberflächenplasmon
- Volumenplasmon

Die ersten beiden gehören zu den Plasmon-Polaritonen, da hier Schwankungen der Elektronendichte mit elektromagnetischen Feldern außerhalb des Metalls koppeln. Streng genommen müssten die Wörter „Oberflächen- und Partikelplasmonen“ somit den Zusatz „Polariton“ erhalten, dieser Zusatz wird aber üblicherweise weggelassen.

## Erläuterung
Klassisch kann man sich Plasmonen als Schwingungen von Elektronen vorstellen, die relativ zu den positiven Ionen oszillieren.
Zur besseren Verdeutlichung kann man sich einen kubischen Metallklotz in einem nach rechts gerichteten Feld vorstellen. Die freien Elektronen bewegen sich nun nach links, bis das Feld im Inneren ausgeglichen ist. Dabei werden am rechten Rand positive Ionen freigelegt. Schaltet man das äußere Feld nun ab, wandern die Elektronen infolge der gegenseitigen Abstoßung und der Anziehung durch die positiven Ionen wieder nach rechts. So oszillieren die Elektronen nun mit der Plasmafrequenz hin und her, bis die Energie durch Reibung oder andere Dämpfungen aufgebraucht ist. Plasmonen sind die Quantisierung dieser Eigenschwingung.
Als kollektive Anregungen im Rahmen der Festkörperphysik (Elektronengas in Metallen) wurden sie Anfang der 1950er Jahre von David Pines und David Bohm behandelt, (Volumen-)Plasmonen in Silber von Herbert Fröhlich und H. Pelzer 1955 und Oberflächenplasmonen erstmals von Rufus Ritchie 1957, der auch mit Eldridge 1962 über die Emission von Photonen aus bestrahlten Metallfolien berichtete.

## Energie
Plasmonen besitzen näherungsweise die Energie
{\displaystyle E_{p}=\hbar \cdot \omega _{p}=\hbar {\sqrt {\frac {ne^{2}}{m\varepsilon _{0}}}}\,.}
Dabei ist
- {\displaystyle \hbar } die reduzierte Planck-Konstante,
- {\displaystyle \omega _{p}} die Plasmafrequenz,
- {\displaystyle n} die Dichte der Valenzelektronen,
- {\displaystyle e} die Elementarladung,
- {\displaystyle m} die Elektronenmasse,
- {\displaystyle \varepsilon _{0}} die elektrische Feldkonstante.